# Vulpeni
Vulpeni è un comune della Romania di 2 636 abitanti, ubicato nel distretto di Olt, nella regione storica dell'Oltenia. 
Il comune è formato dall'unione di 10 villaggi: Cotorbești, Gropșani, Mardale, Pescărești, Plopșorelu, Prisaca, Simniceni, Tabaci, Valea Satului, Vulpeni.